# Aprostocetus flavicapitus
Aprostocetus flavicapitus är en stekelart som beskrevs av Kostjukov 1995. Aprostocetus flavicapitus ingår i släktet Aprostocetus och familjen finglanssteklar. Inga underarter finns listade i Catalogue of Life.